# 奈非那韦
奈非那韦（英语：Nelfinavir）是在一个名为Viracept的品牌下售卖的药物。它是用于治疗艾滋病的抗病毒药物，属于蛋白酶抑制剂的药物类别，与其他蛋白酶抑制剂一样，几乎总是与其他抗逆转录病毒药物一起使用。
奈非那韦是一种口服的生物可利用的人类免疫缺陷病毒HIV-1蛋白酶抑制剂（Ki=2nM），广泛与艾滋病逆转录酶抑制剂联合用于治疗艾滋病感染。
奈非那韦应与食物一起服用。与食物一起服用药物可降低腹泻的风险。
1992年获得专利，1997年获批医用。

## 毒性
常见（>1%）副作用包括胰岛素抵抗、高血糖和脂肪代谢障碍。
奈非那韦会产生一系列不良副作用。胀气、腹泻或腹痛是很常见的（超过百分之一的患者都经历过）。疲劳、排尿、皮疹、口腔溃疡或肝炎是不太常见的副作用（百分之一至千分之一的患者经历过）。使用者还可能发生肾结石、关节痛、白细胞减少、胰腺炎或过敏反应，但非常少见（不到千分之一的患者）。

## 其他生物活性

### 抗病毒
奈非那韦抑制单纯疱疹病毒1和卡波西氏肉瘤的成长和传播。

### 抗毒活性
已经发现奈非那韦和简单的衍生物可以抑制致病因子链球菌溶血素S的产生，这是一种由人类病原体化脓性链球菌产生的溶细胞素。奈非那韦和这些相关分子没有表现出可检测的抗生素活性，但也抑制了其他细菌产生其他生物活性分子，包括植物唑菌素（抗生素）、李斯特菌溶血素S（溶细胞素）和梭菌溶素S（溶细胞素）。

## 相互作用
奈非那韦的相互作用特征与其他蛋白酶抑制剂相似。大多数相互作用发生在CYP3A4和CYP2C19，奈非那韦通过它们代谢。

## 作用机制
奈非那韦是一种蛋白酶抑制剂：它抑制HIV-1和HIV-2蛋白酶。HIV蛋白酶是一种天冬氨酸蛋白酶，可将病毒蛋白分子分裂成更小的片段，它对于病毒在细胞内的复制以及从受感染细胞中释放成熟病毒颗粒都至关重要。奈非那韦是一种竞争性抑制剂（2nM），设计用于紧密结合，并且由于存在羟基而不被切割，而不是中间氨基酸残基模拟物中的酮基，否则它将是S-苯基半胱氨酸。所有蛋白酶抑制剂都与蛋白酶结合，精确的结合方式决定了分子如何抑制蛋白酶。奈非那韦结合酶的方式非常独特，可以减少它与其他蛋白酶抑制剂之间的交叉耐药性。此外，并非所有蛋白酶抑制剂都抑制HIV-1和HIV-2蛋白酶。

## 拓展阅读
- Pai, VB; Nahata, MC. . The Annals of Pharmacotherapy. March 1999, 33 (3): 325–39. PMID 10200859. S2CID 24066955. doi:10.1345/aph.18089.
- Bardsley-Elliot, A; Plosker, GL. . Drugs. March 2000, 59 (3): 581–620. PMID 10776836. doi:10.2165/00003495-200059030-00014.